# Philodina americana
Philodina americana är en hjuldjursart som beskrevs av Murray 1913. Philodina americana ingår i släktet Philodina och familjen Philodinidae. Inga underarter finns listade i Catalogue of Life.